# ویتوسواویتسه (استان اشوی‌داشکسیه)
ویتوسواویتسه (به لهستانی: Witosławice) یک منطقهٔ مسکونی در لهستان است که در گمینا واشنگوو واقع شده‌است.